# خوزه مانوئل کابایرو
 خوزه مانوئل کابایرو (انگلیسی: José Manuel Caballero؛ (زادهٔ ۱۱ نوامبر ۱۹۲۶ – درگذشتهٔ ۹ مهٔ ۲۰۲۱) یک شاعر و نویسنده اهل اسپانیا بود.
خوزه مانوئل کابایرو در سال ۲۰۱۲ برنده جایزه «سروانتس» مهم‌ترین جایزه ادبی کشورهای اسپانیایی‌زبان شده بود. مهمترین آثار او «زمانه نبرد های گمشده»، «هزارتوی بخت» و «عادت زندگی» هستند. او در سن ۹۴ سالگی در شهر مادرید درگذشت. 